# Vilarinho de Agrochão
Vilarinho de Agrochão ist eine Gemeinde (Freguesia) im portugiesischen Kreis Macedo de Cavaleiros. In ihr leben 216 Einwohner (Stand 19. April 2021).